# John J. Blaine

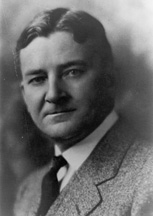
John J. Blaine

John James Blaine (* 4. Mai 1875 in Wingville, Grant County, Wisconsin; † 16. April 1934 in Boscobel, Wisconsin) war ein US-amerikanischer Politiker und von 1921 bis 1927 der 24. Gouverneur von Wisconsin. Diesen Bundesstaat vertrat er auch im US-Senat.

## Frühe Jahre und politischer Aufstieg
John Blaine besuchte die örtlichen Schulen seiner Heimat. Danach studierte er an der Valparaiso University in Indiana Jura. Nach seiner im Jahr 1896 erfolgten Zulassung als Rechtsanwalt praktizierte er zunächst in Montfort. 1897 zog er nach Boscobel, wo er seine Anwaltspraxis weiterführte.
Blaines politischer Aufstieg begann ebenfalls in Boscobel. Dort war er zwischen 1901 und 1907 mit einer Unterbrechung im Jahr 1905 Bürgermeister. Zwischen 1901 und 1904 war er auch Kreisrat. John Blaine gehörte der Republikanischen Partei an und vertrat diese zwischen 1909 und 1913 im Senat von Wisconsin. Dort wurde er im Zusammenhang mit einer Untersuchung gegen Senator Isaac Stephenson staatsweit bekannt. Die Untersuchung betraf die Wahlkampffinanzierung des Senators. Im Jahr 1914 kandidierte er als unabhängiger Kandidat erfolglos für das Amt des Gouverneurs. Zwischen 1919 und 1921 war er Attorney General von Wisconsin. Im Jahr 1920 wurde er dann als republikanischer Kandidat zum neuen Gouverneur gewählt, wobei er sich mit knapp 53 Prozent der Stimmen deutlich vor dem Demokraten Robert McCoy (35,8 Prozent) durchsetzte.

## Gouverneur und Senator
John Blaine trat sein Amt am 3. Januar 1921 an und konnte es nach zweimaliger ungefährdeter Wiederwahl bis zum 3. Januar 1927 ausüben. In seiner Amtszeit setzte er sich für die Farmarbeiter ein und kürzte die Staatsausgaben. Obwohl er zeitweise von der Opposition im Staatsparlament behindert wurde, gelang es ihm, zahlreiche progressive Reformen durchzuführen. So entstand ein eigenes Handelsministerium (State Department of Markets). Die Gleichberechtigung der Frauen wurde gefördert, das Einkommensteuerrecht und die Erbschaftssteuer wurden gerechter gestaltet. Die Befugnisse der Kommunen wurden erweitert und die Möglichkeiten, gewählte Personen wegen Verfehlungen aus ihren Ämtern zu entfernen, wurden erweitert und vereinfacht.
Nach dem Ende seiner Gouverneurszeit saß Blaine zwischen dem 4. März 1927 und dem 3. März 1933 als US-Senator im Kongress. Als entschiedener Gegner der Prohibition war Blaine im Senat einer der Wortführer, die die Aufhebung des 18. Verfassungszusatzes aus dem Jahr 1919 betrieben. 1933 wurde dann dieser Zusatz tatsächlich wieder aufgehoben. In der Praxis hatte sich das Prohibitionsgesetz nicht durchsetzen können. Im Senat war Blaine auch gegen zu hohe Regierungsausgaben und gegen den Beitritt der USA zum Völkerbund. Obwohl er Republikaner war, unterstützte er 1928 den demokratischen Präsidentschaftskandidaten Al Smith und 1932 Franklin D. Roosevelt.
Nach dem Ausscheiden aus dem Kongress war er zunächst wieder Rechtsanwalt in Boscobel. Dann wurde er 1933 von Präsident Roosevelt zu einem der Leiter der Reconstruction Finance Corporation ernannt, einer Organisation, die nach der Weltwirtschaftskrise helfen sollte, Wirtschaft und Finanzen wieder in Ordnung zu bringen. John Blaine konnte dieses Amt aber nicht mehr lange ausüben, da er im April 1934 verstarb. Er war mit Anna McSpaden verheiratet, mit der er ein Kind hatte.